# Террі Брендс
Террі Майкл Брендс (англ. Terry Michael Brands; нар. 9 квітня 1968, Омаха, штат Небраска) — американський борець вільного стилю, дворазовий чемпіон світу, чемпіон Панамериканських ігор, дворазовий володар Кубків світу, бронзовий призер Олімпійських ігор.

## Біографія
Боротьбою почав займатися з 1980 року в середній школі міста Шелдона, штат Айова. Виступав за борцівський клуб Айовського університету «Hawkeye» («Соколине око» — так називають у США мешканців штату Айова), Айова-Сіті, штат Айова. Триразовий переможець чемпіонату Сполучених Штатів. Тричі ставав срібним призером національної першості. Тренувався під керівництвом чемпіона світу та Панамериканських ігор 1971 року, олімпійського чемпіона 1972 року Дена Гейбла. Разом з ним у цього ж тренера займався брат-близнюк Террі Брендса — Том, чемпіон світу та Панамериканських ігор, олімпійський чемпіон 1996 року, дворазовий володар Кубків світу, що виступав на одну вагову категорію вище за Террі.
У 1993—1995 рр. провів три найуспішніших сезони на міжнародній арені, двічі вигравши за цей час чемпіонат світу, одні Панамериканські ігри, та двічі ставши володарем Кубка світу. У 1996 році програв місце у збірній Кендаллу Кроссу. У 1997 та 1999 році відбирався на чемпіонати світу, але пропустив їх через травму. У 2000 повернувся, завоював місце в олімпійській збірній США на літніх Олімпійських іграх в Сіднеї, де здобув бронзову нагороду. Програв там єдиний поєдинок чемпіону тих ігор Алірезі Дабіру з Ірану. У сутичці за третє місце переміг Даміра Захартдінова з Узбекистану.
Ще під час кар'єри борця Террі Брендс почав працювати помічником головного тренера Айовського університету (1992—2000). Потім був помічником головного тренера в Університеті штату Небраска (2000-01), та в Північному Університеті штату Монтана (2001-02). Три роки працював головним тренером в Університеті штату Теннессі в Чаттанузі (2002-05). Потім ще три роки був тренером Національної збірної США з вільної боротьби в Олімпійському центрі в Колорадо-Спрінгс (Колорадо) (2005-08). Тренував олімпійського чемпіона 2008 року Генрі Сехудо і чемпіона світу 2006 року Білла Задіка. У 2008 році повернувся до борцівського клубу «Hawkeye» Айовського університету. Був помічником свого брата Тома в цьому клубі, був головним тренером клубу.
Разом зі своїм братом-близнюком, Томом, Террі Брендс був названий у 1993 спортсменом року США серед борців. У 2001 році включений до Зали слави спортивної боротьби штату Айова.
Отримав ступінь бакалавра наук в галузі розвитку людських ресурсів в Університеті Айови в 1992 році.

## Виступи на Олімпіадах
| Змагання                    | Збірна | Вагова категорія | Місце  |
| --------------------------- | ------ | ---------------- | ------ |
| Літні Олімпійські ігри 2000 | США    | 58 кг            | Бронза |

## Виступи на Чемпіонатах світу
| Змагання                        | Збірна | Вагова категорія | Місце  |
| ------------------------------- | ------ | ---------------- | ------ |
| Чемпіонат світу з боротьби 1993 | США    | 57 кг            | Золото |
| Чемпіонат світу з боротьби 1994 | США    | 57 кг            | 11     |
| Чемпіонат світу з боротьби 1995 | США    | 57 кг            | Золото |

## Виступи на Панамериканських іграх
| Змагання                  | Збірна | Вагова категорія | Місце  |
| ------------------------- | ------ | ---------------- | ------ |
| Панамериканські ігри 1995 | США    | 57 кг            | Золото |

## Виступи на Кубках світу
| Змагання                    | Збірна | Вагова категорія | Місце  |
| --------------------------- | ------ | ---------------- | ------ |
| Кубок світу з боротьби 1994 | США    | 57 кг            | Золото |
| Кубок світу з боротьби 1995 | США    | 57 кг            | Золото |